# C/2014 UN271 (Bernardinelli-Bernstein)
C/2014 UN271 (Bernardinelli-Bernstein) è una cometa periodica sita su un'orbita altamente eccentrica e proveniente dalla nube di Oort. La sua scoperta è stata annunciata nel giugno 2021 dagli astronomi Pedro Bernardinelli e Gary Bernstein ed è avvenuta grazie a immagini d'archivio del Dark Energy Survey realizzate in particolare dall'osservatorio di Cerro Tololo. Il periodo orbitale di C/2014 UN271 (Bernardinelli-Bernstein) è di circa 600.000 anni, con un afelio situato nella nube di Oort a circa 14300 au dal Sole. Arriverà al perielio all'incirca il 23 gennaio 2031, quando sarà a una distanza dal Sole di sole 10,95 au, ossia appena fuori dall'orbita di Saturno, dopodiché, nell'agosto 2033 attraverserà il piano eclittico, quando sarà a circa 12 au dal Sole. La sua orbita è retrograda.

## Caratteristiche fisiche

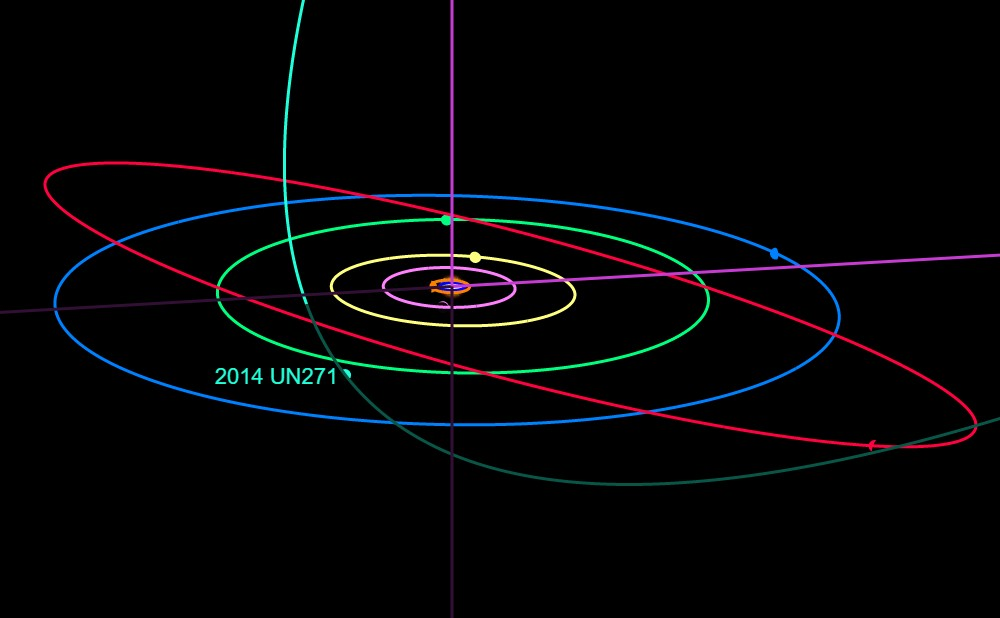
L'orbita di (Bernardinelli-Bernstein)

La magnitudine assoluta di C/2014 UN271 (Bernardinelli-Bernstein) è pari a 7,8, il che suggerisce che il corpo abbia un diametro di 137±17 km, corrispondente a un corpo di massa pari a 500 000 miliardi di tonnellate, ossia al più grande nucleo cometario mai osservato. Nelle immagini che hanno portato alla sua scoperta, il corpo non mostrava evidenze della presenza di una chioma dovuta alla volatilizzazione di composti come monossido e biossido di carbonio, cosa che avrebbe potuto portare a un significativo ridimensionamento della valutazione del suo diametro, tuttavia il 22 giugno 2021 osservazioni effettuate presso l'osservatorio californiano di Las Cumbres e lo SkyGems Remote Telescope, in Namibia, hanno evidenziato la presenza di una chioma allungata, che avrebbe una lunghezza di circa  200.000 km (15 arcosecondi, quando la cometa si trovava a circa 3,02 miliardi di km dal Sole), e hanno rilevato anche una luminosità maggiore del previsto. Non è la prima volta che si osserva attività cometaria a una simile distanza dal Sole, è il caso ad esempio di C/2010 U3 (Boattini), la cui chioma fu osservata già a 25,8 au (3,86 miliardi di km) di distanza dalla nostra stella.

## Osservazione
C/2014 UN271 (Bernardinelli-Bernstein) è stata immortalata per la prima volta nell'ottobre 2014, quando si trovava a 29 au (4,3 miliardi di km) dal Sole, vicino all'orbita di Nettuno: in seguito sono state trovate immagini di prescoperta risalenti fino all'ottobre 2010. A partire dal 2021, la cometa si sta avvicinando al Sole da una distanza di 20,2 au (circa 3,0 miliardi di km) e raggiungerà il suo perielio di 10,9 au (appena fuori dall'orbita di Saturno) nel gennaio 2031. Con una declinazione attuale (giugno 2021) di -47°, l'oggetto è visibile dall'emisfero australe. Una volta al perielio, ci si aspetta che la cometa non sia più luminoso di Plutone, la cui magnitudine apparente va da 13,65 a 16,66, ma che raggiunga invece la luminosità della luna di Plutone, ossia Caronte, che ha una magnitudine apparente di 16,8.